# Mercatel
 Mercatel ist eine französische Gemeinde mit 726 Einwohnern (Stand 1. Januar 2022) im Département Pas-de-Calais in der Region Hauts-de-France. Sie gehört zum Arrondissement Arras und zum Kanton Arras-3.
Nachbargemeinden von Mercatel sind Beaurains im Norden, Neuville-Vitasse im Osten, Boiry-Becquerelle im Südosten, Boisleux-Saint-Marc im Süden, Boisleux-au-Mont im Südwesten, Ficheux im Westen und Agny im Nordwesten.

## Bevölkerungsentwicklung
| Jahr      | 1962 | 1968 | 1975 | 1982 | 1990 | 1999 | 2007 |
| Einwohner | 436  | 446  | 526  | 515  | 546  | 572  | 628  |